# Чамалали
Чамалали (рус. Чамалалы, енгл. Chamalals) су народ који живи у сјеверним државама, а највећи број њих тренутно живи у Севернокавкаском федералном округу, у републици Дагестан, која је иначе највећа руска република на сјеверном Кавказу.

## Подручје и језик
Чамалали су бројчано мали народ који насељава неколико десетина села у Дагестану. Њихова насеља налазе се на лијевој обали средњег тока ријеке Анди-Којсу (рус. Андийское Койсу). Највећи број села Чамалала се налази у Цумадинском округу, то су села Цумада, Горњи и Доњи Гавкари, Квенхи, Гигатли, Гадири, Агвали, Ричаганих, Егдада, Гачитли, Гигатли-Урух, Батлахатли, Цунди, Ургуда, Циндатли, Аркаскент и Цумада-Урух; у Кизљарском округу налази се село Цветковка, а у Бабајуртовском округу село Шава. Њихови сусједи углавном су Андо-дидојски народи: Годоберинци на сјеверу, Багулали и Тиндинци на истоку и Авари на истоку и на југу.
Чамалалски језик припада андијској подгрупи сјеверозападне (Авар-Андо-Дидојске) групе дагестанских језика. Језички гледано, њихов језик је најсличнији језицима Багулала и Тинда. Такође је видљив и повремени утицај језика Годеберинаца (гигатски дијалекат). Чамалалски језик је подијељен на два дијалекта - дијалект Гавкари и дијалект Гигатл, а први има сљедеће поддијалекте: Горњи Гавкари, Доњи Гавкари, Квенхи и Гадири.

## Становништво
На попису из 1926. године Чамалали су регистровани као посебна етничка група, али су касније, као и већина мањих народа (Ботлихци, Багулали) пописивани као Авари. Сви подаци о становништву Чамалала послије 1926. године долазе од академика и истрашивача који су проучавали Чамалале и представљају приближне процене.

## Религија
Ислам се проширио у чамалалским села у периоду од 8. до 9. вијека након арапских освајања. Сунитски ислам се почео ширити тек у 13. и 14. вијеку, а потом је било потребно чак неколико вијекова да би ушао дубоко у живот и културу Чамалала. У 8. вијеку хришћанство је такође покушало напредовати на територијама Чамалала из правца Грузије, али је у борби са исламом, коју је изгубило, присиљено да се повуче са ових простора.

## Етнологија
Антрополошки су Чамалали повезани са кавкаским типом балканско-кавкаске расе. Примјетне су и карактеристике каспијског типа (Лезгини).
Културно гледајући, Чамалали су слични Аварима, у духовном и материјалном смислу. Мале разлике у народној ношњи и традицији морају се сматрати варијацијама од заједничког културног извора, а не главних разлика.

## Историја
Историјски гледано, Чамалали су имали пуно заједничких елемената, како у културном тако и у материјалном смислу, са Аварима, и били су политички и економски повезани са Аварима. Не постоји универзални одговор на питање о поријеклу Чамалала. Претпоставља се да би се тако малобројни народи могли појавити само у условима дуготрајне изолације, али постоје и друге хипотезе које као главни разлог виде ендогамију или полиструктурни политички систем успостављен у сливу реке Анди-Којсу.

## Економија
Природа економије Чамалала одређена је развојем сезонског узгоја стоке. Главне домаће животиње биле су овце, и у мањој мјери, говеда и козе. Земљорадња није била од велике важности за припаднике овог народа због недостатка обрадивог земљишта. Међутим, пољопривреда на наводњаваним подручјима постизала је већи степен успјеха. Главни усеви били су пшеница и раж, а касније и кромпир и поврће, са ланом и конопљом као индустријским културама. 
Совјетски режим је 20. јануара 1920. преузео власт на просторима Дагестана. Међутим, борба за стварну моћ трајала је до краја 1930-их. Планинско подручје у јужном Дагестану постало је центар активног анти-совјетског отпора, гдје су се окупљале белогардејске, исламске и националистичке снаге.

## Писмо
Чамалали немају писани језик и усљед тог недостатка користе писани аварски језик. Чамалалски језик је мало истражен. Први који су обратили пажњу на чамалалски језик као независну језичку јединицу били су А. Дир и Р. Еркерт у касном 19. вијеку. Систематичније истраживање започели су тек после Другог свјетског рата А. Бокарев и З. Магомедбеков.
Уз отворену примену политике силе, централна совјетска администрација морала је користити више прикривених средстава за јачање свог режима на просторима чамалалских села, и то све ради остваривања главног циља, трансформације друштвеног поретка и психологије локалног становништва. Нови образовни систем је био алат за ту сврху. Како су Чамалали сматрани малим народом (бројчано) да би имали свој писани језик, аварски језик се користио за школовање. До сада образовни систем се није мијењао: током првих пет година, часови се одвијају на аварском језику, након чега се изучава руски језик.